# DJ Jean
DJ Jean (Veenendaal, 7 mei 1968) is een Nederlands dj. DJ Jean is een pseudoniem van Jan Engelaar.

## Loopbaan
De carrière van DJ Jean begon in 1989, toen hij de Nederlandse mix- en scratchkampioenschappen won. Na enige tijd draaien in verschillende clubs werd hij uiteindelijk bekend als live-dj van de Amsterdamse uitgaansgelegenheid iT. In 1999 scoorde hij met The launch een internationale hit en bereikte onder andere een nummer 2-positie in de Britse hitlijsten. De zin "Get ready for the launch" is ingesproken door Natasja Morales.
Vanaf 2002 werkte hij als dj voor Radio 538. In 2007 maakte hij de overstap naar Caz!, waar hij het programma Madhouse@midnight maakte. Datzelfde jaar maakte hij de overstap naar Slam!FM, waar hij in de vrijdag- en zaterdagnacht het programma DJ Jean @ Work maakte. Inmiddels maakt hij wekelijks op zaterdagavond een programma op het radio station ISLA 106 op Ibiza en Mallorca genaamd 'DJ Jean's Mad House'.
Vanaf 14 juni 2014 was DJ Jean elke zaterdagnacht van 1:00 tot 2:00 uur (later 2:00 tot 3:00 uur) te horen op Radio Veronica met zijn programma DJ Jean @ Work. Sinds juli 2015 wordt dit programma uitgezonden op de regionale dancezender Fresh FM.

## Discografie

### Albums
| Album met eventuele hitnotering(en) in de Nederlandse Album Top 100 | Datum van verschijnen | Datum van binnenkomst | Hoogste positie | Aantal weken | Opmerkingen |
| ------------------------------------------------------------------- | --------------------- | --------------------- | --------------- | ------------ | ----------- |
| Around the world with DJ Jean                                       | 1997                  | -                     |                 |              |             |
| This master's choice: DJ Jean vol. 2                                | 1997                  | 12-04-1997            | 12              | 11           |             |
| Strictly DJ Jean                                                    | 1998                  | 16-05-1998            | 57              | 1            |             |

### Singles
| Single met eventuele hitnotering(en) in de Nederlandse Top 40 | Datum van verschijnen | Datum van binnenkomst | Hoogste positie | Aantal weken | Opmerkingen                         |
| ------------------------------------------------------------- | --------------------- | --------------------- | --------------- | ------------ | ----------------------------------- |
| I Give My Life                                                | 1996                  | 29-06-1996            | tip9            | -            | met Peran / Dancesmash op Radio 538 |
| Let Yourself Go                                               | 1997                  | 03-05-1997            | 29              | 3            | met Peran / Dancesmash op Radio 538 |
| U Got My Love                                                 | 1998                  | 03-10-1998            | tip2            | -            | Dancesmash op Radio 538             |
| The Launch                                                    | 1999                  | 06-03-1999            | 1(2wk)          | 13           | Dancesmash op Radio 538             |
| Love Come Home                                                | 2000                  | 08-04-2000            | 3               | 12           | Dancesmash op Radio 538             |
| Lift Me Up                                                    | 2001                  | 23-06-2001            | 9               | 7            | Dancesmash op Radio 538             |
| Supersounds                                                   | 2003                  | 13-09-2003            | 35              | 4            | Dancesmash op Radio 538             |
| Every Single Day                                              | 2004                  | 09-10-2004            | 7               | 15           | Dancesmash op Radio 538             |
| Feel It                                                       | 2005                  | 17-09-2005            | 8               | 7            | Dancesmash op Radio 538             |
| Sexy Lady                                                     | 2007                  | 02-06-2007            | 16              | 7            |                                     |
| The Launch Relaunched                                         | 2008                  | 26-01-2008            | 7               | 11           | Nr. 2 in de Single Top 100          |
| Play That Beat                                                | 2009                  | 11-04-2009            | 29              | 4            | Nr. 6 in de Single Top 100          |
| New Dutch Shuffle                                             | 2010                  | 23-01-2010            | tip8            | -            | Nr. 80 in de Single Top 100         |
| Official Kingsday Anthem 2013                                 | 2013                  | 03-05-2013            |                 | -            | Nr. 86 in de Single Top 100         |

| Single met hitnotering(en) in de Vlaamse Ultratop 50 | Datum van verschijnen | Datum van binnenkomst | Hoogste positie | Aantal weken | Opmerkingen |
| ---------------------------------------------------- | --------------------- | --------------------- | --------------- | ------------ | ----------- |
| The launch                                           | 1999                  | 20-03-1999            | 14              | 11           |             |
| Love come home                                       | 2000                  | 22-04-2000            | 26              | 9            |             |